# 韩显明
韩显明（1967年7月—），汉族，甘肃武威人，中国共产党党员。中华人民共和国政治人物、第十三届全国人民代表大会甘肃省代表。

## 生平
2018年，韩显明被选为甘肃省出席第十三届全国人民代表大会代表。